# Nationalitätenrestaurant

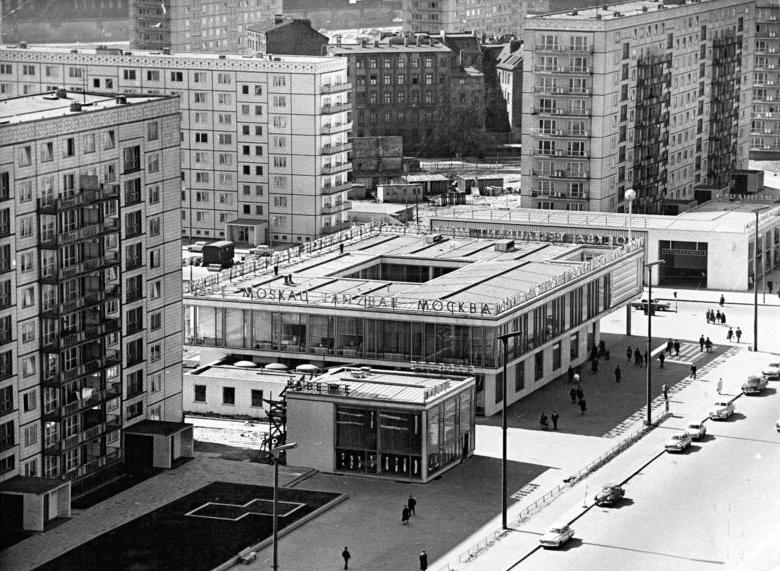
Restaurant Moskau, Gesamtansicht, 1964

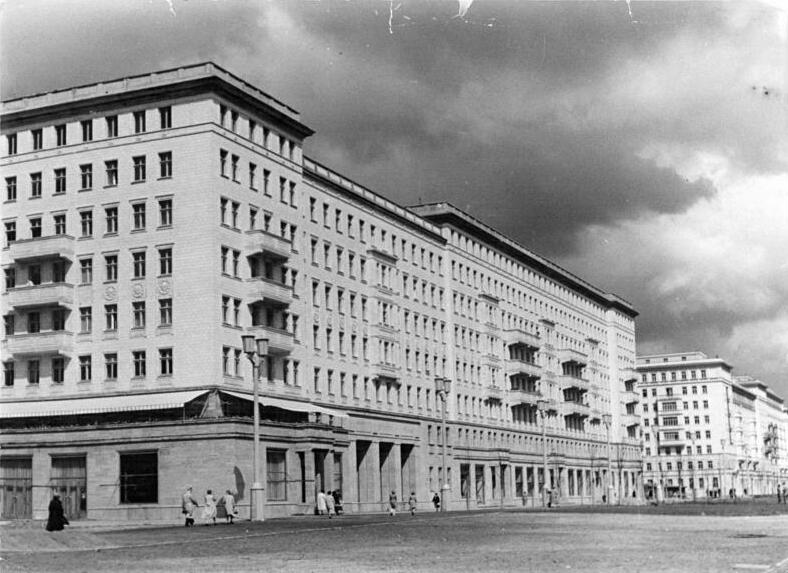
Café Warschau im Block D-Nord der Stalinallee (heute: Karl-Marx-Allee), 1953

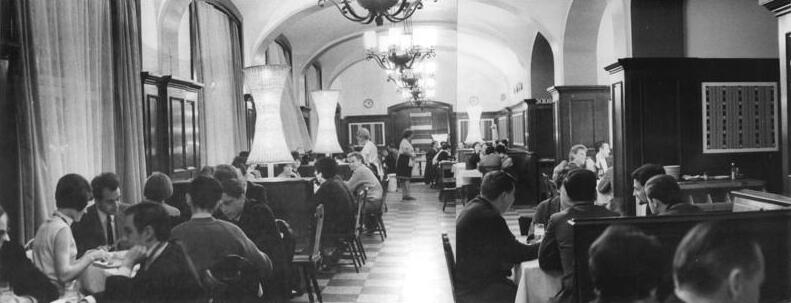
Restaurant Bukarest, Frankfurter Allee, 1969

Der Begriff Nationalitätenrestaurant beschrieb in der DDR ein Restaurant mit ausländischen Speisen. Dies stellte eine Besonderheit dar, da es sonst kaum Restaurants mit ausländischer Küche gab. In den Restaurants sollte durch eine ländertypische Küche und verschiedene Veranstaltungen den Gästen ein Einblick in die kulinarischen und kulturellen Bräuche der jeweiligen Länder geboten werden. Die Nationalitätengaststätten erfreuten sich großer Beliebtheit und zählten mit ihrem außergewöhnlichen Speisenangebot zu den besten Adressen in der Gastronomie der DDR. Die Preise in den Gaststätten waren in der Regel in der Sonder-Preisstufe „S“ angesiedelt, der höchsten in der DDR vergebenen Preiskategorie.
Fast alle Restaurants wurden nach der politischen Wende geschlossen.

## Liste der Nationalitätenrestaurants
Die volkseigene Handelsorganisation der HO (in Berlin: VEB HO Gaststätten Berlin) betrieb seit den 1950er Jahren in Berlin sieben Nationalitätenrestaurants mit einem Speise- und Kulturangebot aus den sozialistischen Staaten:
- polnisches Restaurant Café Warschau, Karl-Marx-Allee 93a, 1953 eröffnet, heute Standort des Computerspielemuseums Berlin

- ungarisches Restaurant Budapest, Karl-Marx-Allee 91, 1953 eröffnet[1]

- rumänisches Restaurant Bukarest, 1956 in der Rathausstraße 33 eröffnet,[2] ab 1969 in der Frankfurter Allee 13[3]

- bulgarisches Restaurant Sofia, 1961 in der Friedrichstraße 134 eröffnet[4], ab 1978 Leipziger Straße 46/47[5]

- Café Moskau, Karl-Marx-Allee 34, 1964 eröffnet, als einziges Haus unter altem Namen weitergeführt

- tschechisches Restaurant Morava, Rathausstraße (Rathauspassagen), 1973 eröffnet[6]

- tschechisches Restaurant Praha, Leipziger Straße 48, 1978 eröffnet[7]

Darüber hinaus bestanden in Berlin:
- slowakisches Restaurant Koliba, 1973 am Müggelsee eröffnet[8], ab 1978 in Berlin-Grünau, Sportpromenade 15[9]

- asiatisches Restaurant Jade, Karl-Liebknecht-Straße 5 im Palasthotel, 1979 eröffnet[10][11]

- französisches Restaurant Rôti d'or, Karl-Liebknecht-Straße 5 im Palasthotel, 1979 eröffnet (nur gegen Valutawährung zugänglich)

- italienisches Restaurant Fioretto, Berlin-Köpenick, Oberspreestraße 176, 1987 eröffnet[12]

- chinesisches Restaurant Peking, Friedrichstraße 58, 1989 eröffnet[13]

Leipzig
- japanisches Restaurant Sakura im ehemaligen Interhotel Merkur

Potsdam:
- belarussisches Restaurant Minsk

Suhl:
- japanisches Restaurant Waffenschmied